# James Patrick Page: Session Man Volume Two
James Patrick Page: Session Man Volume Two é o segundo volume de uma compilação das sessões de estúdio de Jimmy Page antes do Led Zeppelin, gravadas entre 1963 e 1968. Também inclui faixas do seu tempo com os The Yardbirds. Lançado em 4 de julho de 1990.

## Track listing
1. The Sneekers - "Bald Headed Woman"  (outubro de 1964)
2. Wayne Gibson and The Dynamic Sounds - "See You Later Alligator"  (agosto de 1964)
3. The Zephyrs - "I Can Tell"  (agosto de 1963)
4. The Talismen - "Castin' My Spell"  (abril de 1965)
5. Mickie Most - "The Feminine Look"  (maio de 1963)
6. The Untamed - "I'll Go Crazy"  (maio de 1964)
7. The Redcaps - "Talkin' Bout You"  (novembro de 1963)
8. Neil Christian and The Crusaders - "Honey Hush"  (maio de 1964)
9. Neil Christian and The Crusaders - "I Like It"  (abril de 1966)
10. Mickey Finn - "This Sporting Life"  (março de 1963)
11. The Blue Rondos - "Baby I Go For You"  (novembro de 1964)
12. Lulu and The Luvvers - "I'll Come Running"  (novembro de 1964)
13. Brenda Lee - "Is It True"  (outubro de 1964)
14. The Pickwicks - "I Took My Baby Home"  (janeiro de 1965)
15. The Lancastrians - "The World Keeps Going Round"  (janeiro de 1966)
16. The Talismen - "Masters Of War"  (abril de 1965)
17. The Primitives - "You Said"  (janeiro de 1965)
18. Scotty McKay Quintet - "Train Kept-a-Rollin"  (1968)
19. Sean Buckley and The Breadcrumbs - "Everybody Knows"  (maio de 1963)
20. Billy Fury - "Nothin' Shakin"  (abril de 1964)
21. The Yardbirds - "White Summer"  (Live at the Marquee), (18 de outubro de 1968)